# Gymnocheta mesnili
Gymnocheta mesnili är en tvåvingeart som beskrevs av Zimin 1958. Gymnocheta mesnili ingår i släktet Gymnocheta och familjen parasitflugor. Inga underarter finns listade i Catalogue of Life.